# Kapelle Kühbruck

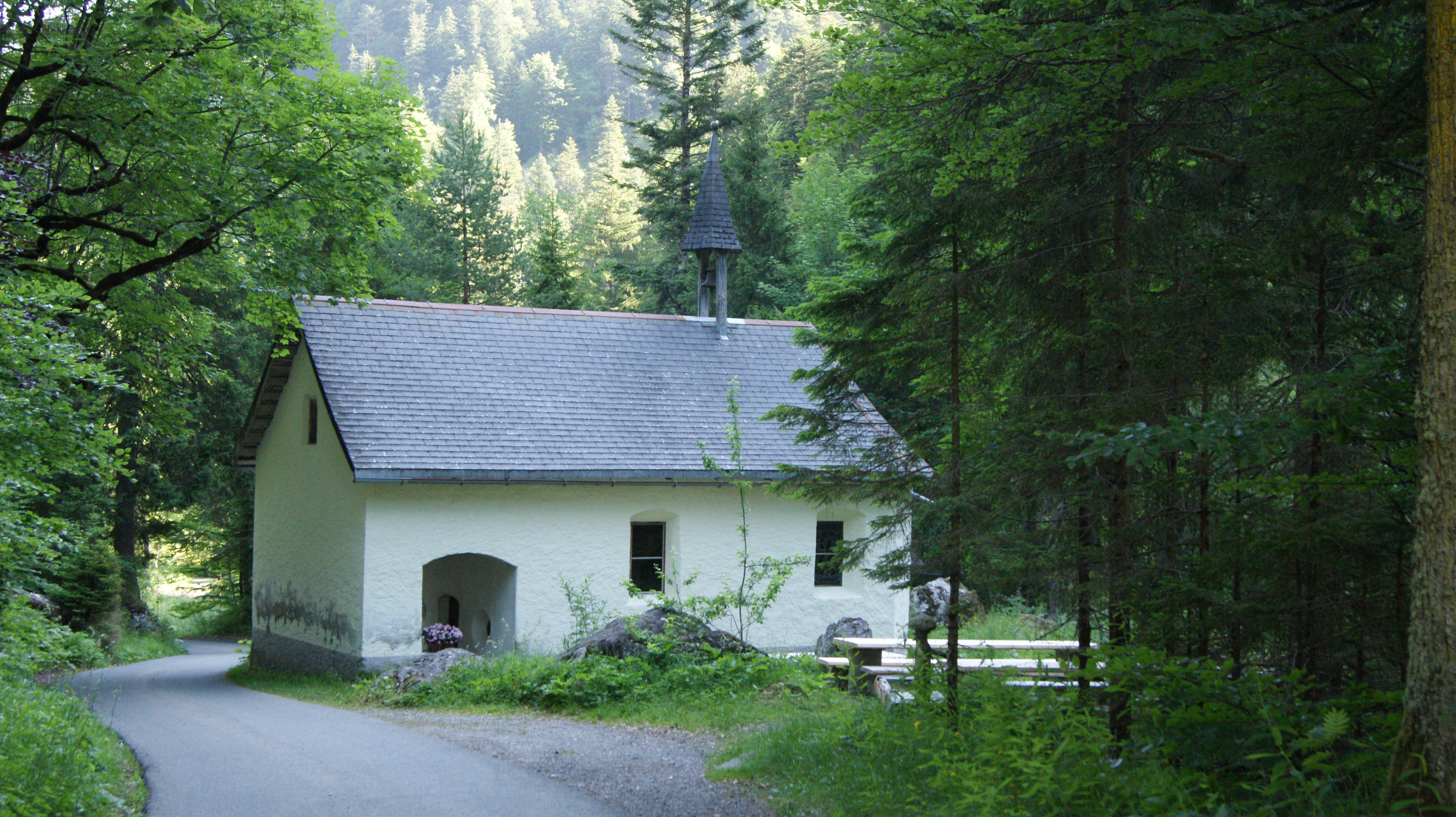
Kapelle Kühbruck

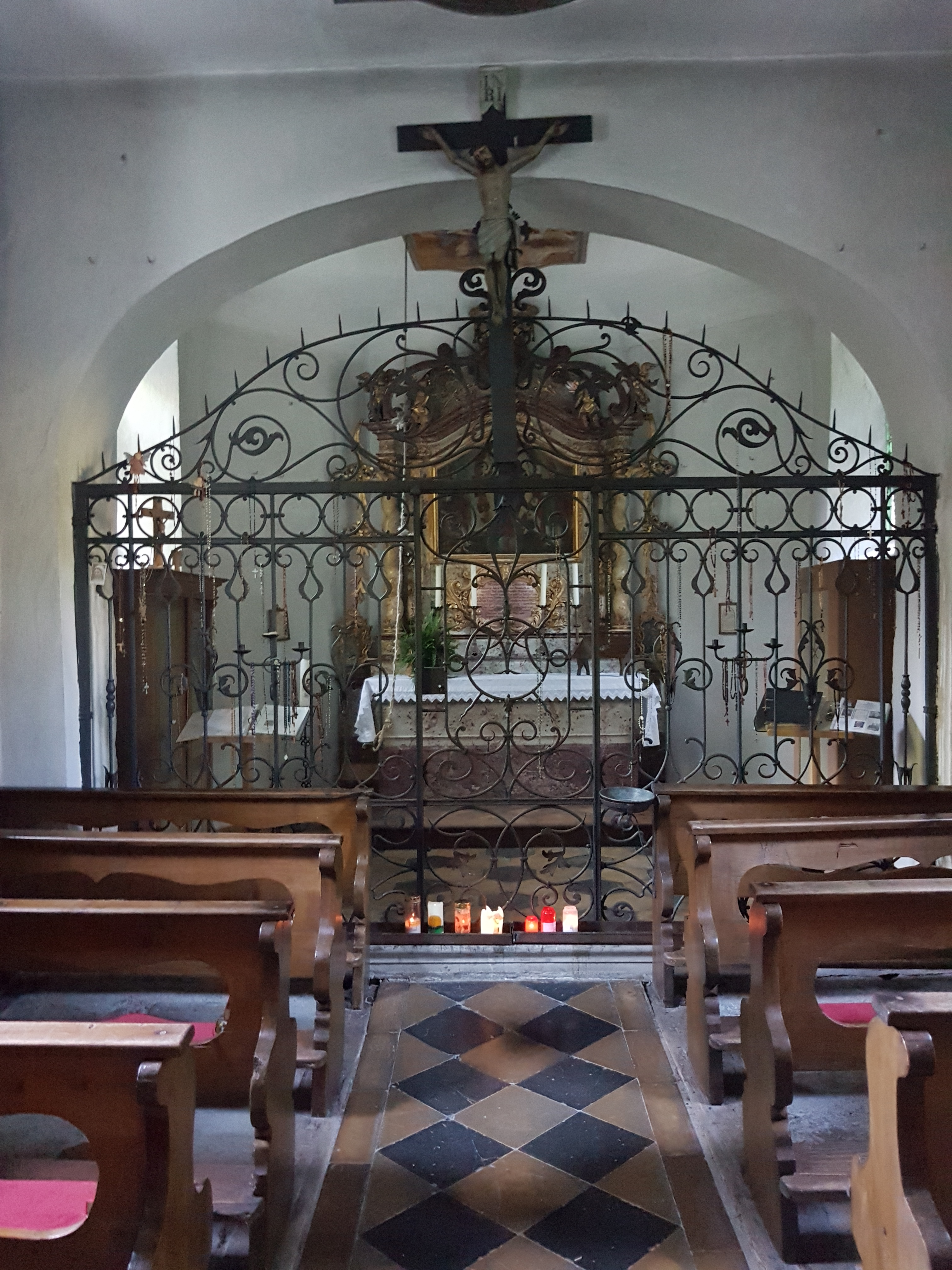
Blick vom Eingang zum Altar

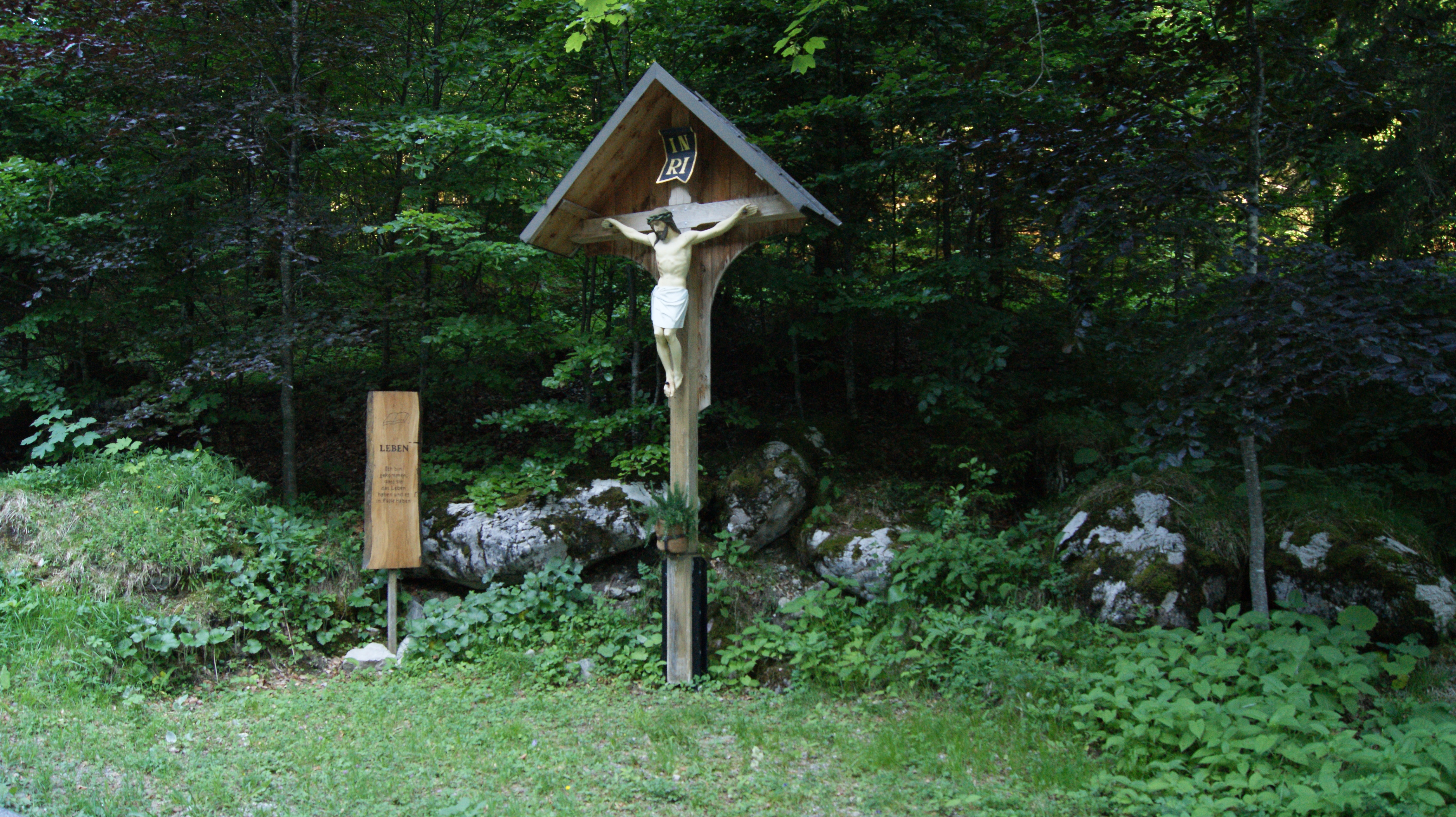
Wegkreuz vor der Kapelle

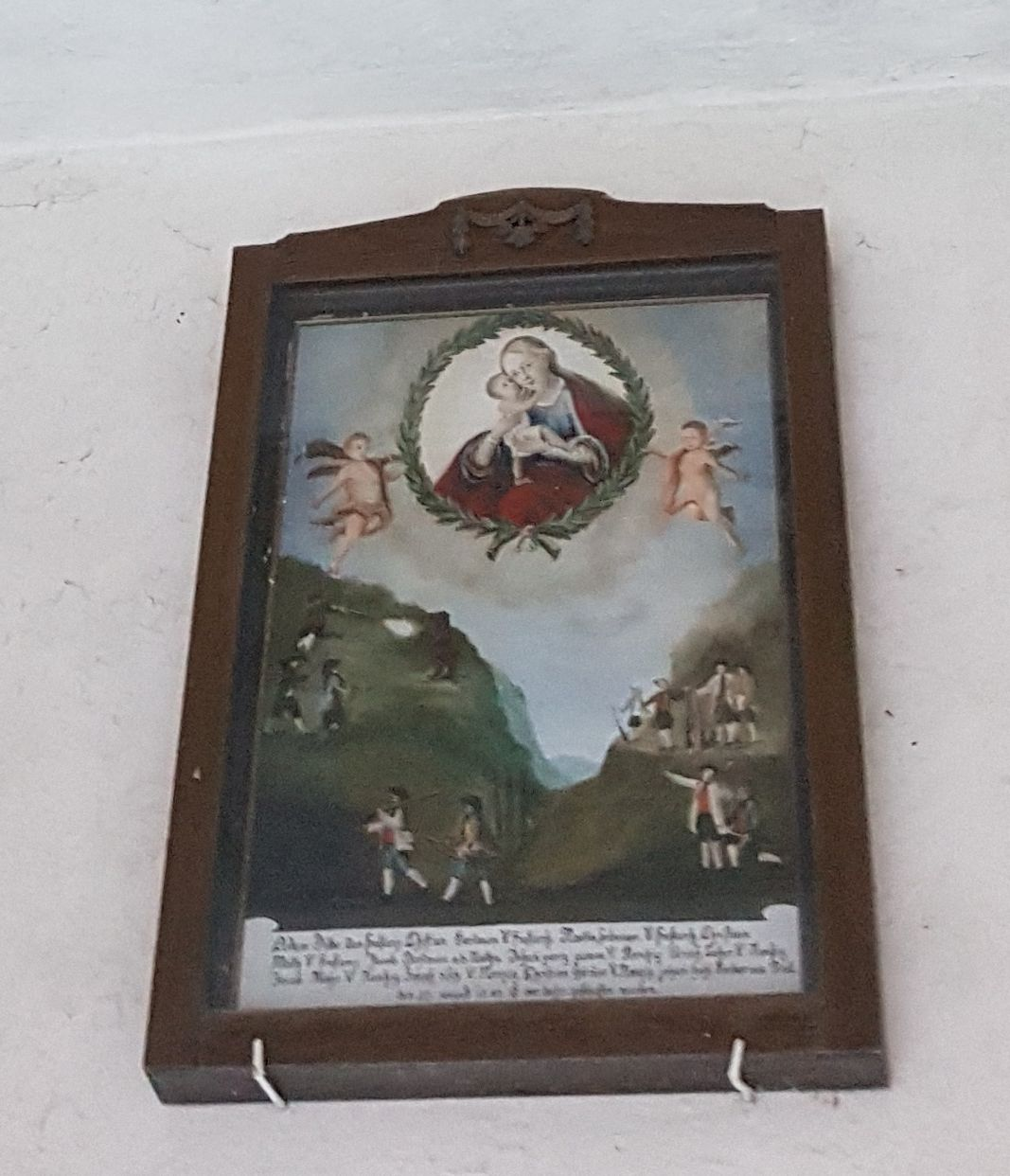
Gemälde über die Tötung des letzten in Vorarlberg lebenden Bären

Die römisch-katholische denkmalgeschützte (Listeneintrag) Kapelle Kühbruck (auch: Wallfahrtskirche Rosenkranzkönigin in Kühbruck oder Wallfahrtskapelle Kühbruck) in der Parzelle Kühbruck der Marktgemeinde Nenzing im Bezirk Feldkirch in Vorarlberg gehört zur Pfarrkirche Nenzing und damit zum Dekanat Walgau-Walsertal in der Diözese Feldkirch.
Die Rosenkranzkönigin ist die Schutzpatronin der Wallfahrtskapelle. Das Fest der allerseligsten Jungfrau Maria vom Rosenkranz (Festum Beatae Mariae Virginis a Rosario, kurz Rosenkranzfest), wird in der Liturgie der katholischen Kirche am 7. Oktober jeden Jahres gefeiert.

## Lage
Der Kirchenbau (etwa 937 m ü. A.) ist etwa 15 Meter von der Meng, 50 Meter von der Kühbruck entfernt und liegt recht einsam direkt am Gamperdonaweg. Das Bauwerk ist von der Ortsgemeinde Nenzing etwa 10 km Luftlinie entfernt und vom Nenzinger Himmel etwa 7 km.

## Geschichte
1762 wurde eine etwas weiter oberhalb befindliche Kapelle und die Kühbruck von der Meng bei einem Hochwasser weggerissen. Diese Kapelle hatte den Namen: Maria am Weißen Bach. Das Altarbild wurde dabei nicht beschädigt und befindet sich auch im heutigen Kapellenbau. Es wird zumindest seither als wundertätiges Gnadenbild angesehen, da das Altarbild auf einem Stein, inmitten des tosenden Wassers unversehrt geblieben sei. Kurz nach dem Hochwasserereignis wurde etwas unterhalb des ursprünglichen Kapellenstandortes eine neue Kapelle errichtet.
Gemäß einem Bild im Vorraum der Kapelle Kuhbrück soll hier in der Nähe 1783 der letzte in Vorarlberg lebende Bär erschossen worden sein.
1806 wurde der heutige Kapellenbau errichtet.

## Kirchenbau
Die Wallfahrtskirche mit Fünfachtelchor und Glockendachreiter wurde im Jahr 1806 erbaut und seither dreimal renoviert.
Der eingeschoßige Bau ist ein nach allen Seiten freistehender Steinbau und einer rechteckigen Grundform mit einer Fläche von rund 80 m² und mit Nordwest/Südost-Ausrichtung mit einem Satteldach.
In der Höhe des Chors ist südöstlich ein rechteckiger Glockendachreiter auf das Satteldach aufgesetzt. Glockendachreiter und das Satteldach sind mit rautenförmigen Faserzement-Dachziegeln eingedeckt. Der Bau selbst ist weitgehend weiß verputzt.
Der Betraum und Altarraum sind voneinander durch einen Chorbogen abgegrenzt. Der Boden ist teilweise schachbrettartig mit ockergelben und dunkelgrauen, hochgestellten Fließen ausgelegt, wobei der Chorraum vom Betraum durch den Chorbogen und ein massives Metallgitter deutlich abgegrenzt wird.

## Ausstattung

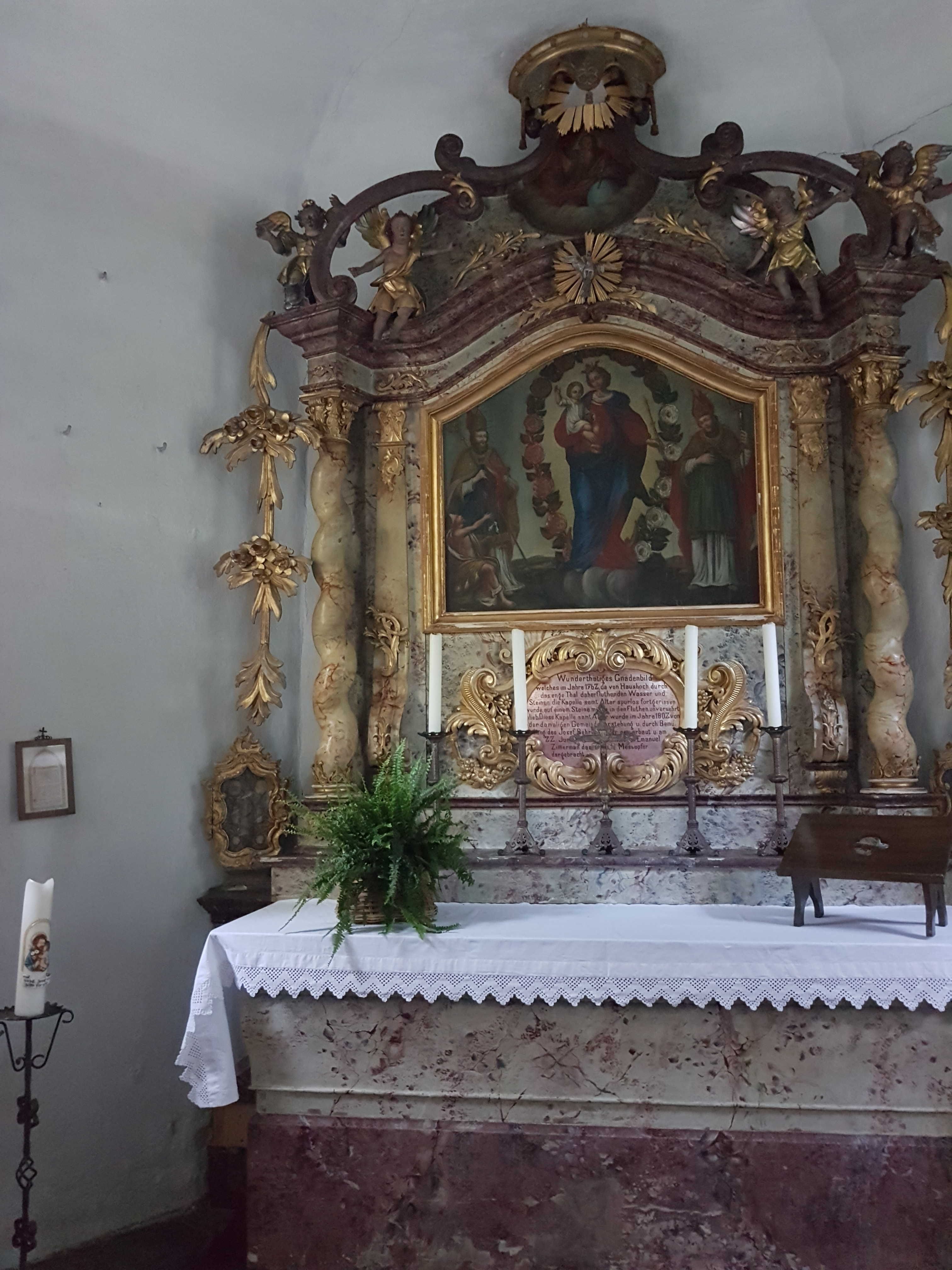
Altar

Der barocke Altar mit dem wundertätigen Gnadenbild aus der Mitte des 18. Jahrhunderts zeigt die Rosenkranzkönigin mit dem Jesuskind auf dem Arm. Links und rechts sind die Bauernheiligen St. Martin und Eligius von Noyon (St. Loy) abgebildet.
Die Kirchenbänke sind aus Fichtenholz gefertigt und mittelbraun lackiert. In der Kapelle habe etwa 40 Personen einen Sitzplatz.

## Wallfahrtskapelle
Die Kapelle ist mehrmals jährlich bis heute Ziel von Wallfahrten. Im Eingangsbereich der Kapelle, neben und oberhalb der Eingangstüre, sind Danksagungen in verschiedener Form angebracht.
In ganz Vorarlberg wurden zu Beginn des Ersten Weltkriegs Wallfahrten für die Soldaten organisiert. Am 10. September 1914 fanden sich bei der Kapelle Kühbruck in diesem Zusammenhang 1250 Soldaten ein, die aus der Region zum Krieg eingezogen wurden.
Eine jährliche Wallfahrt geht auf ein Gelöbnis im Jahr 1862 zurück, als die Gamerdonaalpe von verschiedenen Unglücken heimgesucht worden ist.

## Bibelweg nach Kühbruck

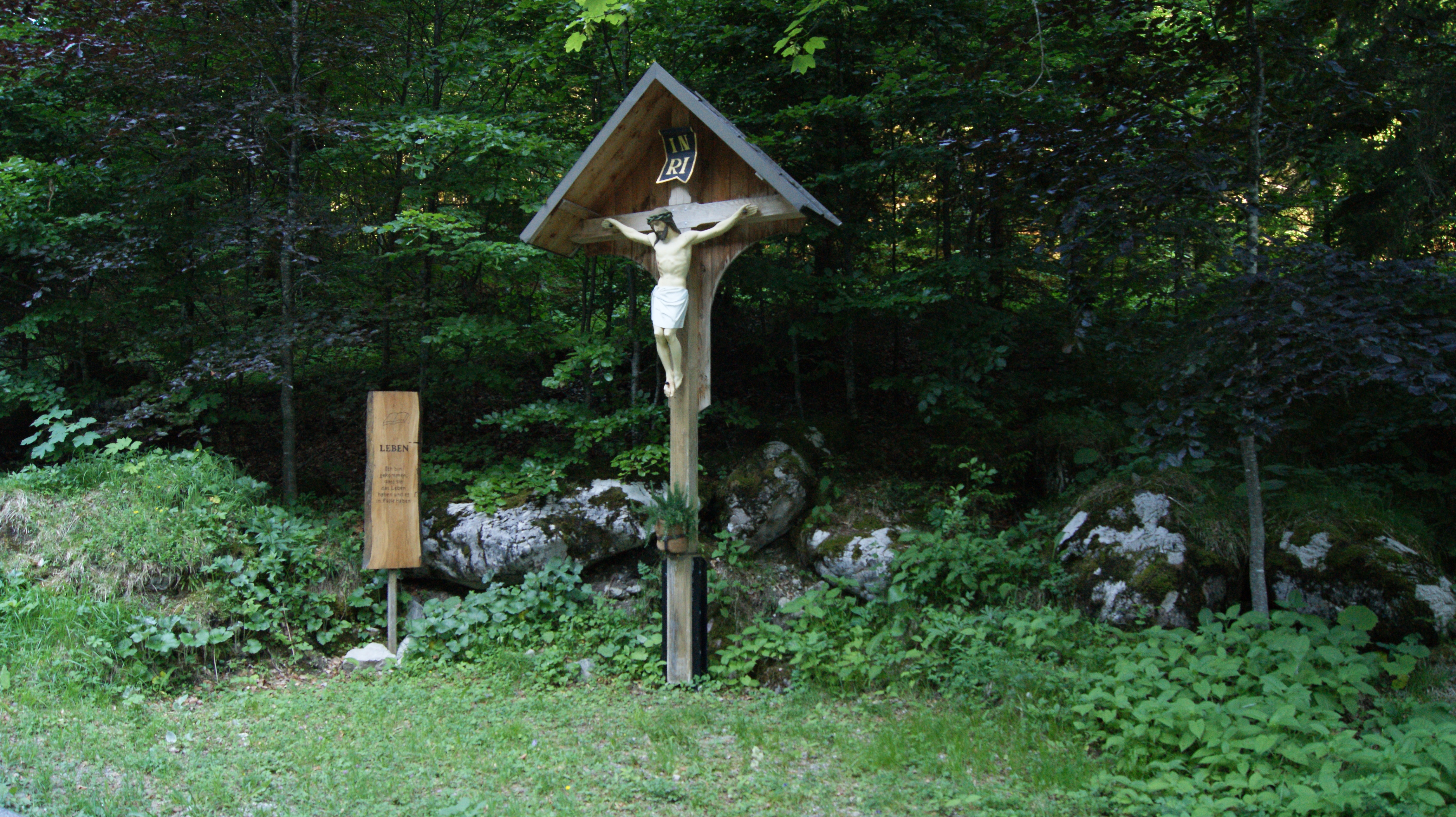
Das Wegkreuz bei der Kapelle und die 9. und letzte Station des Bibelweges

Bei der Wegkapelle Stellveder beginnt ein Wallfahrtsweg (Bibelweg) entlang dem Gamperdonaweg nach Kühbruck, zur Kapelle Kühbruck (Rosenkranzmadonna) mit neun Stationen. An markanten Stellen in der Natur sind zu den örtlichen Gegebenheiten passende Bibelverse, meist aus dem Buch der Psalmen, auf Holztafeln angebracht.

## Trivia
Das Holzkreuz in Kühbruck am Gamperdonaweg bei der Kapelle auf der gegenüberliegenden Straßenseite wurde von zwei Holzfällern gestiftet, die beim Flößen dem Tod knapp entronnen sind. Neben der Wallfahrtskapelle befinden sich auch große Gneisfindlinge, die als Naturdenkmale ausgewiesen sind.